# Église Saint-Nicolas de Liverpool
Pour les articles homonymes, voir Église Saint-Nicolas.

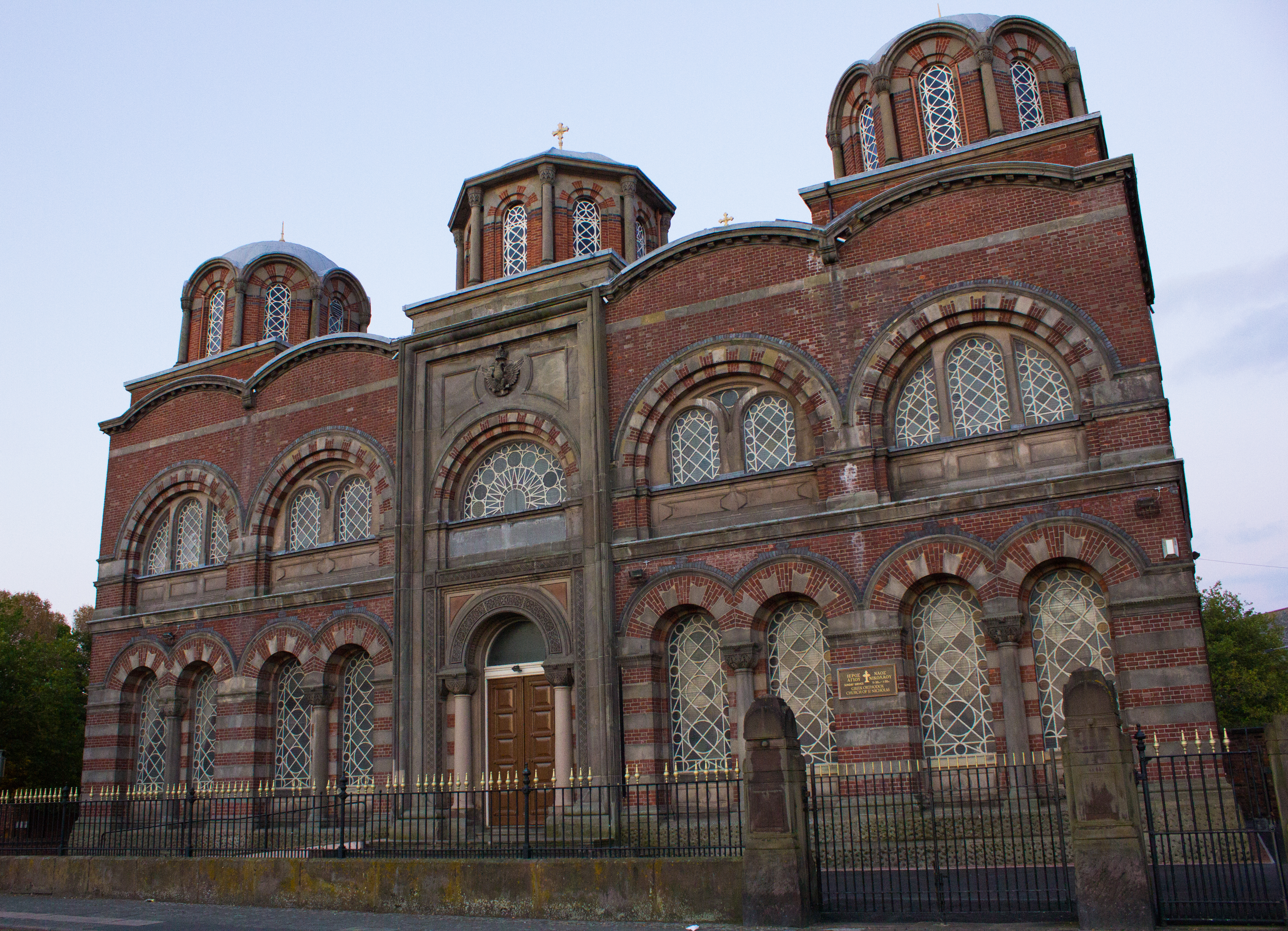
Église orthodoxe grecque Saint-Nicolas.

L'église Saint-Nicolas (anglais : Church of St Nicholas) est un édifice religieux orthodoxe grec situé à Toxteth, à Liverpool, à la jonction de la rue Berkley et Princes Road. Construite dans le style architectural néo-byzantin, elle a été achevée en 1870. Les architectes étaient W. & J. Hay et l'église a été construite par Henry Sumners. Il s'agit d'une version agrandie de l'église Saint-Théodore de Constantinople (maintenant convertie en mosquée Vefa Kilise). C'est un monument classé de Grade II.

## Histoire et description
L'église grecque St-Nicolas a été construite dans le quartier de Toxteth à Liverpool à une époque où les magnats de Liverpool remplissaient Toxteth de somptueuses demeures. L'église se trouve dans un quartier de maisons importantes et dans un groupe de lieux de culte conçus pour annoncer la richesse et le statut d'un groupe de capitaines d'industrie qui était remarquablement diversifié sur le plan ethnique, selon les normes de l'Angleterre victorienne. Immédiatement à côté de Saint-Nicolas se trouvent la synagogue de Princes Road et une ancienne église gothique française, l'église presbytérienne galloise.
L'extérieur est extrêmement orné, avec des arcs et des arches, réalisés en bandes alternées de pierre blanche et de brique rouge. Il y a une rangée de trois dômes sur le portique, et un quatrième dôme sur la nef, tous élevés sur des tambours. L'intérieur, avec ses colonnes de marbre blanc et ses chapiteaux byzantins, est étonnamment simple par rapport à l'extérieur.

## Intérieur

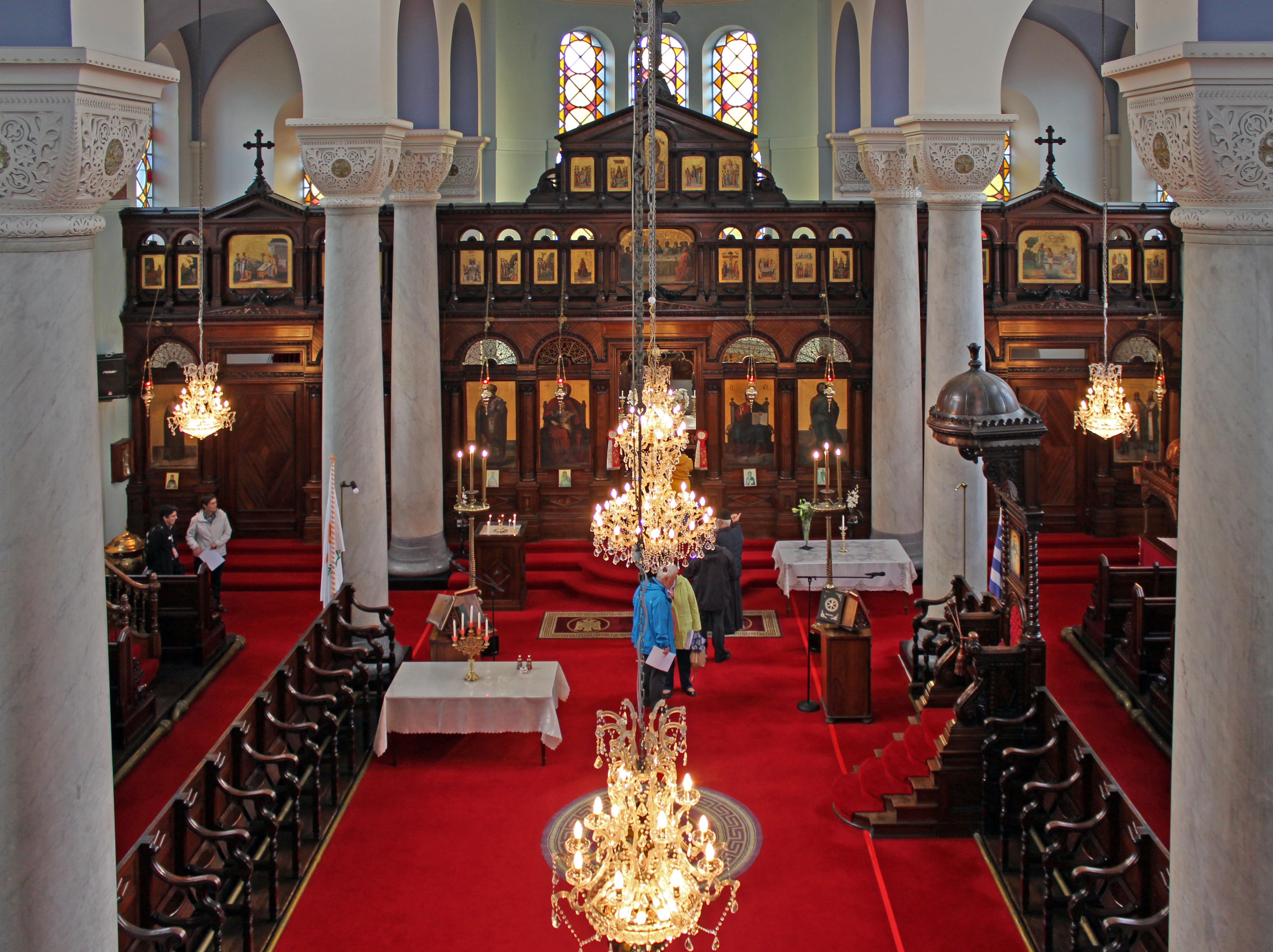
Nef vue du balcon
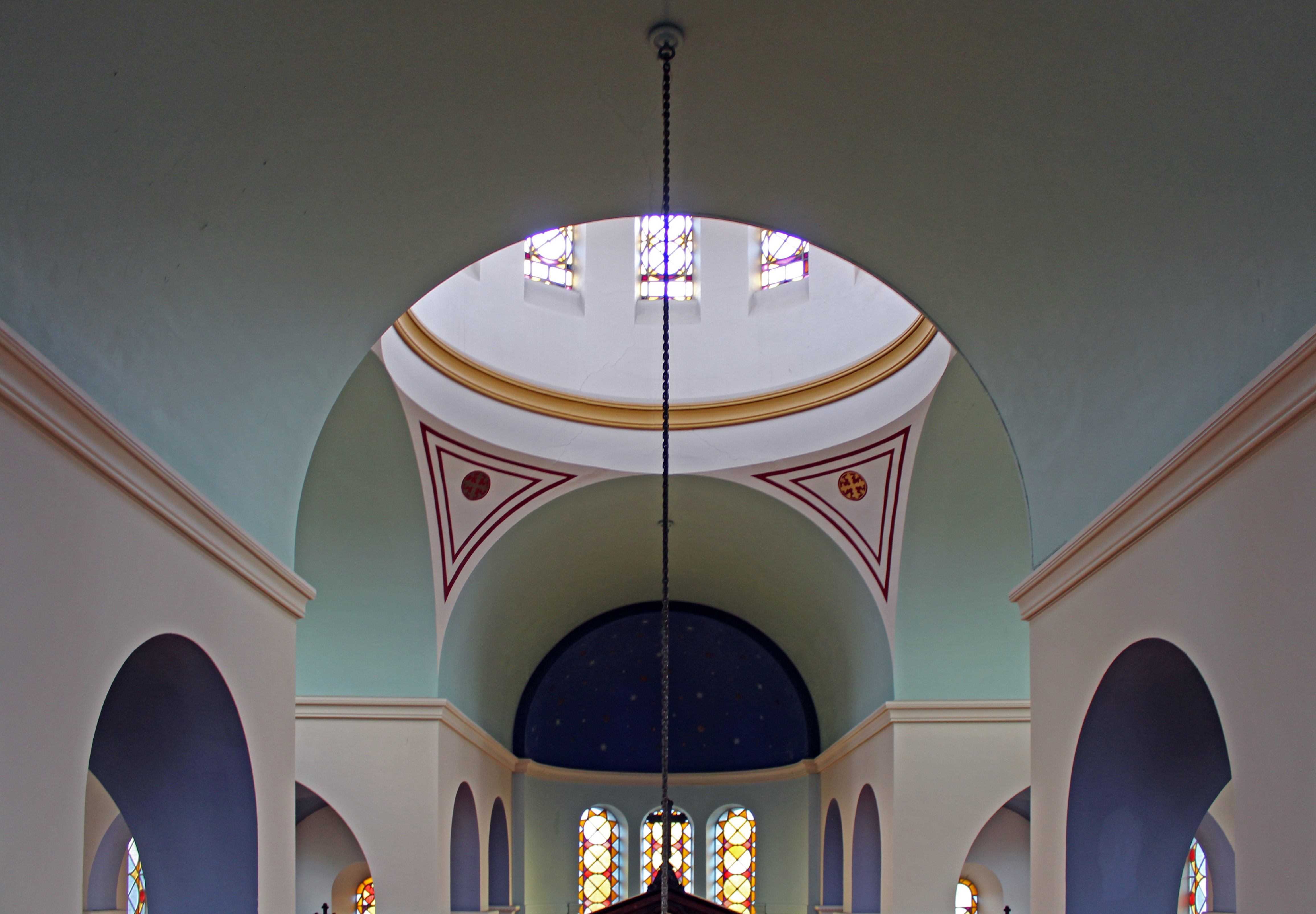
Vue du toit et du dôme central
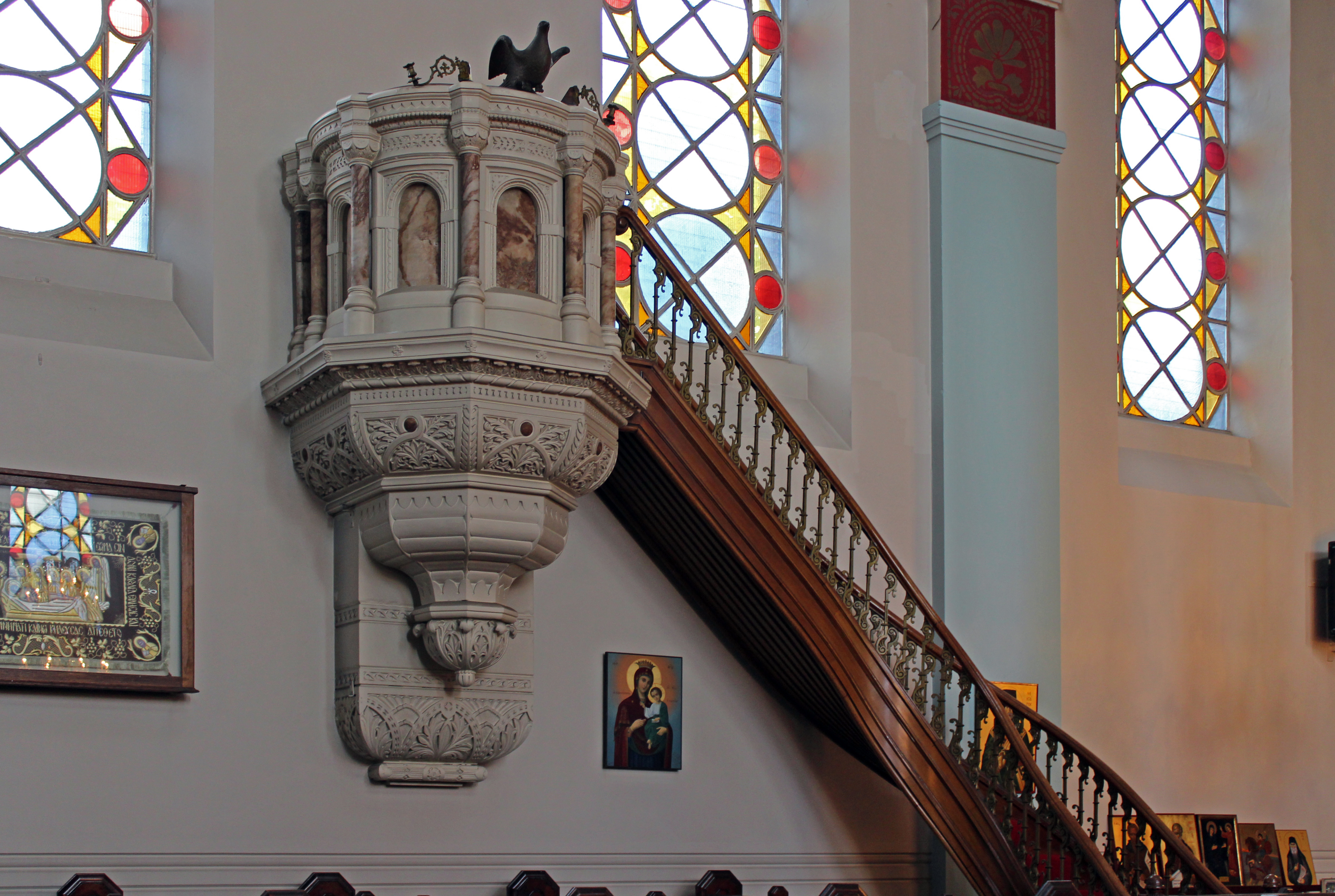
Chaire, à mi-hauteur du mur de l'allée nord
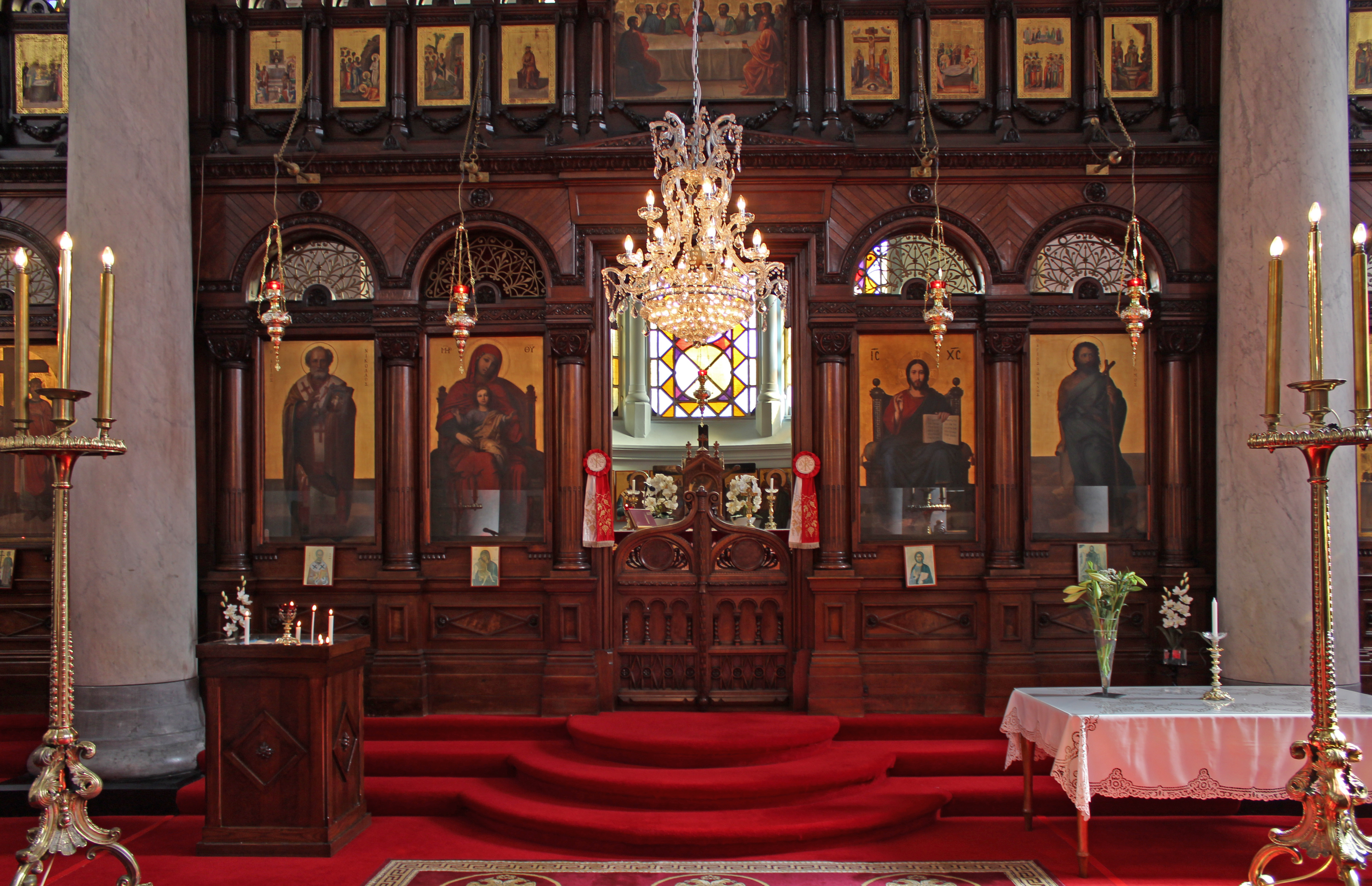
Partie centrale de l' iconostase ou écran, montrant les Belles Portes
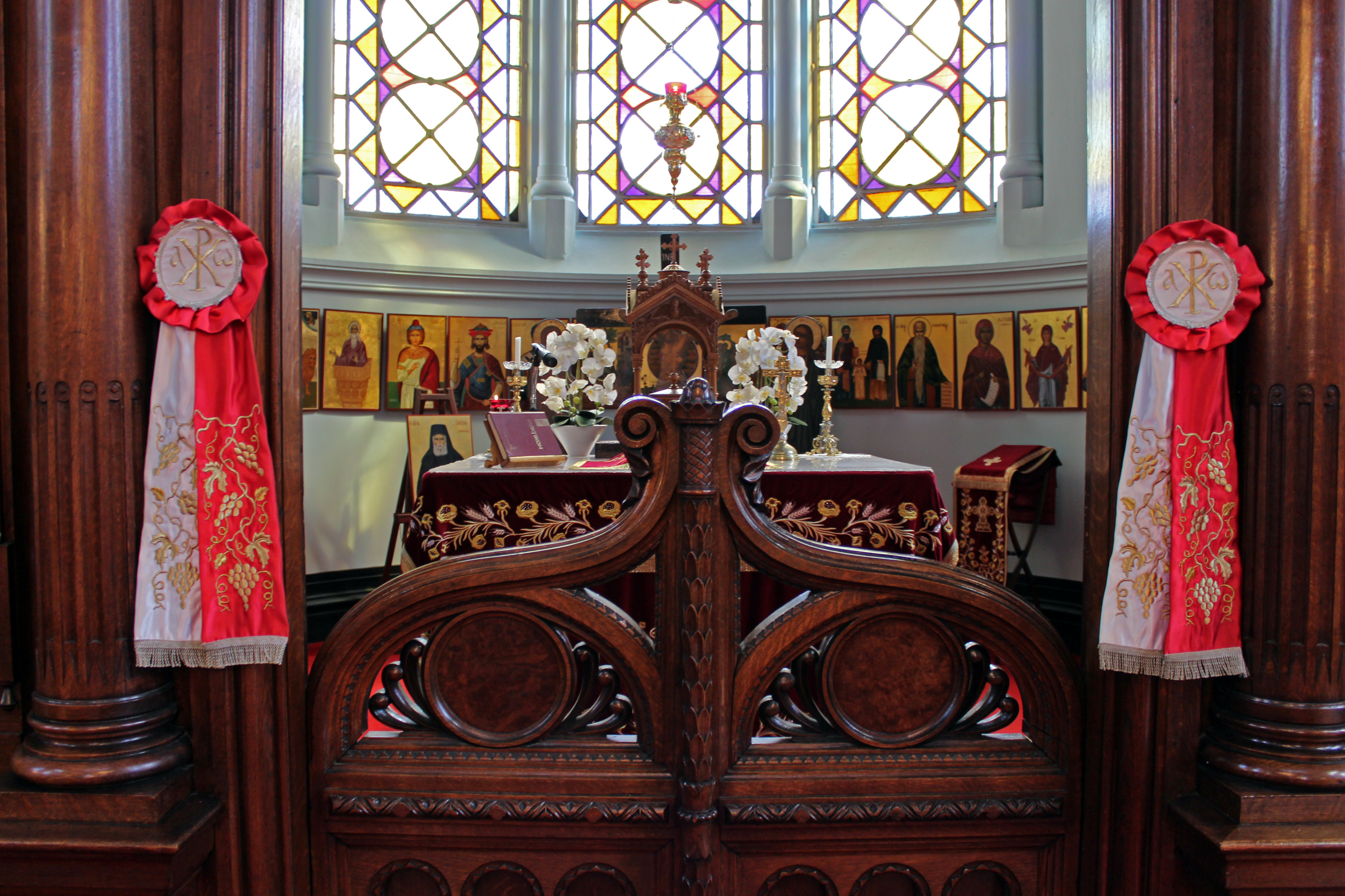
Sanctuaire au-delà des belles portes

## Voir également
- Religion au Royaume-Uni
- Église orthodoxe